# Epigynopteryx sabasaria
Epigynopteryx sabasaria là một loài bướm đêm trong họ Geometridae.